# Улей (село)
Улей (бур. Yлеэ) — село в Чернышевском районе Забайкальского края России в составе сельского поселения «Алеурское».

## География
Находится в южной части района на расстоянии примерно 15 километров (по прямой)  на север-северо-восток от поселка Чернышевск.

## Климат
Климат резко континентальный. Ср. температура в июле +16 +20 °С (максимальная +37 °С), в янв. –26 –30 °С (абс. минимум –57 °С). Осадков выпадает 300–350 мм/год. Вегетационный период продолжается от 130 до 150 дней.  
Часовой пояс
Село Улей находится в часовой зоне МСК+6. Смещение применяемого времени относительно UTC составляет +9:00.

## История
Официальный год основания села 1790. По другим данным основано еще в начале XVIII века оседлыми тунгусами. В переписях 1763 и 1782 упоминается как Улейское селение. Входило в Зюльзинскую, с 1916 – в Мильгидунскую инородческую волость. В советское время работали колхозы им.Сталина и XXII съезда КПСС.

## Население
Постоянное население составляло 35 человек в 2002 году (русские 97%), 39 человек в 2010 году.